# حكاية دولفين 2
حكاية دولفين (بالإنجليزية: Dolphin Tale 2)‏ هو فيلم عائلي يتم إنتاجه في الولايات المتحدة وسيصدر يوم 19 سبتمبر 2014. الفيلم من إخراج تشارلز مارتن سميث وكتابة تشارلز مارتن سميث.

## بطولة
- هاري كونيك
- آشلي جود
- ناثان جامبل
- كريس كريستوفيرسن
- مورغان فريمان

## الممثلون والشخصيات
- هاري كونيك (بدور: دكتور كلاي هاسكيت)
- آشلي جود (بدور: لوريان نيلسون)
- ناثان جامبل (بدور: ساوير نيلسون)
- كريس كريستوفيرسن (بدور: ريد هاسكيت)
- مورغان فريمان (بدور: دكتور كاميرون مكارتي)
- كوزي سيوهلسدروف (بدور: هازيل هاسكيت)
- كاميرون بويس (بدور: كاليب شافيس)
- دينيسيا ويلسون (بدور: جوليا)
- جوليا جوردن (بدور: ماندي)

## وصلات خارجية
- حكاية دولفين 2 على موقع IMDb (الإنجليزية)
- حكاية دولفين 2 على موقع ميتاكريتيك (الإنجليزية)
- حكاية دولفين 2 على موقع روتن توميتوز (الإنجليزية)
- حكاية دولفين 2 على موقع قاعدة بيانات الأفلام العربية
- حكاية دولفين 2 على موقع ألو سيني (الفرنسية)
- حكاية دولفين 2 على موقع Turner Classic Movies (الإنجليزية)
- حكاية دولفين 2 على موقع أول موفي (الإنجليزية)
- حكاية دولفين 2 على موقع بوكس أوفيس موجو (الإنجليزية)
- حكاية دولفين 2 على موقع فيلمافينيتي (الإسبانية)
- حكاية دولفين 2 على موقع قاعدة بيانات الأفلام السويدية (السويدية)

1. ↑  "معلومات عن حكاية دولفين 2 على موقع allmovie.com". allmovie.com. مؤرشف من الأصل في 2019-12-15.
2. ↑  "معلومات عن حكاية دولفين 2 على موقع kinopoisk.ru". kinopoisk.ru. مؤرشف من الأصل في 2017-07-06.
3. ↑  "معلومات عن حكاية دولفين 2 على موقع cine.gr". cine.gr. مؤرشف من الأصل في 2019-12-15.